# نبي الله باقري ها
نبي الله باقري ها (15 يونيو 1979 بطهران في إيران - ) هو لاعب كرة قدم إيراني في مركز الدفاع. لعب مع نادي برسبوليس ونادي تراكتور سازي ونادي شهرداري تبريز ونادي صنعت نفط عبادان ونادي مس كرمان ونادي عقاب.

## وصلات خارجية
- نبي الله باقري ها على موقع قاعدة بيانات كرة القدم.إي يو (الإنجليزية)